# The Cynics
The Cynics — американская группа гаражного рока, сформированная гитаристом, продюсером и главой лейбла Get Hip Records Греггом Костеличом (Gregg Kostelich) в 1983 году. Первые два сингла были изданы на калифорнийском лейбле Dionysus, однако потом Костелич основал в Питтсбурге Get Hip Records, на котором вышли почти все последующие альбомы и синглы группы. Состав группы постоянно менялся вокруг союза Костелича и вокалиста Майкла Кейстлика (Michael Kastelic). Международное признание они получили после выпуска их наиболее продаваемого альбома Rock 'n' Roll (1989).
Они пережили восьмилетний разрыв после выпуска Get Our Way (1994), но вернулись с выпуском Living Is the Best Revenge в 2002 году. Альбом Living is the Best Revenge получил высокую оценку критиков из Playboy, Trouser Press, Bust и других издательств. Выпуск следующего альбома Here We Are (2007) сопровождался европейским туром. Скотт Мервис из Pittsburgh Post-Gazette сказал: «Here We Are, возможно, лучший из семи альбомов The Cynics, а USA Today уже назвала его «одним из лучших альбомов в стиле нео-гараж-рок за последние годы».

## Характеристики
Стиль
AllMusic назвал группу ветеранами гаражного-психоделического рока. Entertainment Weekly назвал их «грубыми, потными, хриплыми и переполненными высокомерием». Согласно Trouser Press в альбоме Living Is the Best Revenge (2002) они отказываются от психоделических наклонностей Get Our Way (1994), а продюсер Тим Керр улавливает энергию, отсутствующую в Learn to Lose (1993). «Living Is the Best Revenge (2002) — самая жёсткая и энергичная работа Cynics со времен Rock'n'Roll (1989)».

## Дискография
Альбомы
- Blue Train Station (1987)
- Twelve Flights Up (1988) - reissue as Sixteen Flights Up (2000)
- Rock 'n' Roll (1989)
- Learn to Lose (1993)
- Get Our Way (1994)
- No Siesta Tonight (Live in Madrid) (1994) — концертный альбом
- Living is the Best Revenge (2002)
- Here We Are (2007)
- Spinning Wheel Motel (2011)

Синглы
- Painted My Heart/Sweet Young Thing (1984)
- No Place to Hide/Hard Times (1985)
- Lying All The Time/Summer's Gone (1986)
- '69/Friday Night (1986 - Fan Club)
- No Way/Dancing On The Walls (1987)
- I'm In Pittsburgh and It's Raining/Smoke Rings (1988 - Fan Club)
- I Don't Need You/Girl, You're On My Mind (1990)
- Buick Mackane/Born to Lose (1991)
- Right Here With You/Learn to Lose (1992)
- I Live Alone/Hand In Hand (1993)

Каверы
Группа The Cynics записала каверы на следующие песни:
- «You Must Be a Witch» группы The Nuggets
- «I Want You» группы The Troggs
- «Angel of the Morning[англ.]» певицы Merrilee Rush[англ.]
- «Lose Your Mind» группы The Seeds
- «Don't Shoot Me Down» группы The Brogues[англ.]
- «She Lives (In a Time of Her Own)» группы 13th Floor Elevators
- «You've Never Had it Better» группы The Electric Prunes